# Sigge Krantz
Nils Sigvard "Sigge" Krantz, född 3 maj 1949, är en svensk musiker (basist och gitarrist), låtskrivare och musikproducent.
Krantz har medverkat i grupperna Archimedes badkar, Stockholm Norra, Jajja Band, Spjärnsvallet, Bitter Funeral Beer Band, Råttan Frittz och Gudibrallan. Han är även basist i bandet Träd, Gräs och Stenar, en uppgift han övertog från den avlidne basisten Torbjörn Abelli.
Krantz producerade tillsammans med Göran Petersson Sofia Karlssons album Svarta ballader (2005). Skivan rönte oväntat mycket framgång såväl hos kritiker som publik och mottog en Grammis i kategorin "årets visa" 2005. 2006 vann hon pris i kategorin "folk/världsmusik" på Manifestgalan. Juryns motivering löd ""Med en legering av svensk vistradition, folkmusikalisk precision och lekfulla genrelån har Sofia Karlssons skiva Svarta ballader gjort Dan Andersson omistlig för ytterligare en generation." Han har också producerat Frifots album Flyt (2007) och Bengt Bergers Beches Brew (2009).
Han har också skrivet musik till filmerna Au pair (1995) och Vredens barn (1996).

## Medverkan på skivor
| Artist                                    | Album                                                 | År   | Instrument                          |
| ----------------------------------------- | ----------------------------------------------------- | ---- | ----------------------------------- |
| Torkel Rasmusson                          | Kalla tårar                                           | 1976 | Gitarr, bas, trummor                |
| Archimedes badkar                         | Tre                                                   | 1977 | Gitarr, bas                         |
| Lena Ekman                                | Hjulspår                                              | 1977 | Cymbal, klockarmband                |
| Archimedes badkar                         | Bado Kidogo                                           | 1978 | Gitarr, bas                         |
| Archimedes badkar                         | Kila Mtu/Bado Kidogo (singel)                         | 1978 | Gitarr, bas                         |
| Stockholm Norra                           | Stockholm Norra                                       | 1978 | Gitarr, bas, trummor                |
| Stockholm Norra                           | Vad önskar du dig? (singel)                           | 1978 | Gitarr, bas                         |
| Bröderna Lönn                             | Säg det i toner                                       | 1979 | Bas                                 |
| Jajja Band                                | Tårarna/Linda (singel)                                | 1979 | Bas                                 |
| Bengt Berger                              | Bitter Funeral Beer                                   | 1981 | Gitarr, bas, slagverk               |
| Spjärnsvallet & Fred Lane                 | Till soluppgång och till lycka                        | 1981 | Kontrabas, elbas                    |
| Torkel Rasmusson                          | En svart hatt                                         | 1981 | Bas, gitarr                         |
| Lokomotiv Konkret                         | The Sky Is the Limit                                  | 1983 | Kontrabas                           |
| Torkel Rasmusson                          | Dagar, djur                                           | 1983 | Bas, gitarr, slagverk               |
| Christer Bothén & Bolon Bata              | Trance Dance                                          | 1984 | Bas                                 |
| Råttan Fritz                              | Råttan Fritz (singel)                                 | 1984 | Bas, kör                            |
| Bengt Berger och Bitter Funeral Beer Band | Praise Drumming                                       | 1987 | Bas, elgitarr, slagverk             |
| Marty Willson-Piper                       | Rhyme                                                 | 1989 | Bas, kontrabas                      |
| Gunilla Linn Persson                      | Teatermusik ur föreställningen Delfinen på Unga Klara | 1992 | Flöjt, kontrabas, div slagverk m.m. |
| Gudibrallan                               | Visor från Sovjetunionen                              | 2004 | Bas                                 |
| Sofia Karlsson                            | Svarta ballader                                       | 2005 | Inspelning, mix, producent          |
| Frifot                                    | Flyt                                                  | 2007 | Inspelning, mix, producent          |
| Bengt Berger                              | Beches Brew                                           | 2009 | Inspelning, mix, producent          |
| Haci Tekbilek                             | Türlü                                                 | 2010 | Insp, mix, bas, producent           |

### Fotnoter
1. ↑  ”Sigge Krantz”. Progg.se. Arkiverad från originalet den 21 augusti 2010. https://web.archive.org/web/20100821132023/http://www.progg.se/band.asp?ID=49. Läst 12 januari 2013.
2. ↑  ”Känd proggtrummis död”. Sveriges Television. http://www.svt.se/kultur/musik/kand-proggtrummis-dod. Läst 12 januari 2013.
3. ↑  ”Årets grammisvinnare 2005”. Rocket.fm. Arkiverad från originalet den 12 oktober 2006. https://web.archive.org/web/20061012042440/http://www.rocket.fm/rockoversweden/news/?ID=692. Läst 12 januari 2013.
4. ↑  ”Vinnare 2006”. Manifestgalan. http://manifestgalan.se/wp-content/uploads/arkiv/2006/index-pop.html. Läst 12 januari 2013.
5. ↑  ”Sigg Krantz”. Svensk mediedatabas. http://smdb.kb.se/catalog/search?q=Sigge+Krantz+typ%3Afonogram&sort=OLDEST. Läst 12 januari 2013.
6. ↑  ”Sigge Krantz”. Svensk Filmdatabas. http://sfi.se/sv/svensk-filmdatabas/Item/?type=PERSON&itemid=213715&ref=%2ftemplates%2fSwedishFilmSearchResult.aspx%3fid%3d1225%26epslanguage%3dsv%26searchword%3dsigge+krantz%26type%3dPerson%26match%3dBegin%26page%3d1%26prom%3dFalse. Läst 12 januari 2013.